# Edelzwicker
Der Zwicker oder Edelzwicker ist ein leichter, trockener Weißwein aus dem Elsass, der aus mehreren Rebsorten als Cuvée verschnitten wird.
Zur Abkunft des Namens gibt es die Vermutung, dass es sich beim „Zwicken“ des Weines um die Säurebetonung (sauer) handelt. Eine andere Vermutung geht auf das Verschneiden zurück. „Abzwicken“ bedeutet in diesem Sinn, nur einen Teil des Weines zu verwenden – zu verschneiden. Früher wurde zwischen Zwicker, der aus einfachen Rebensorten Gutedel (Chasselas) und Silvaner, und Edelzwicker, der aus „edlen“ Weinsorten besteht, unterschieden. Heute firmiert alles unter dem Namen Edelzwicker.
Für den Edelzwicker dürfen neben den hauptsächlich verwendeten Rebsorten Gutedel und Sylvaner auch noch Riesling, Grauburgunder (Tokay d'Alsace), Weißburgunder (Pinot blanc) und Gewürztraminer verwendet werden.
Der Edelzwicker erlangte in den 1970er Jahren große Beliebtheit in Deutschland in einem Personenkreis, der einen trockenen Weißwein gegenüber den süßen heimischen Weinen bevorzugte. Aufgrund des Erfolges des Edelzwickers wurden ab den 1980er Jahren auch in Deutschland immer mehr hochwertige trockene Weine ausgebaut. Zusätzlich drängte dann ab dem Ende der 1980er Jahre ein neuer Modewein aus Italien, der Pinot grigio, in den Markt. Dies und die vernachlässigte Qualität des Edelzwickers führte in Deutschland praktisch zu seinem Vergessen. Im Elsass wird er immer noch häufig getrunken.